# Xã Washington, Quận Douglas, Nam Dakota
Xã Washington (tiếng Anh: Washington Township) là một xã thuộc quận Douglas, tiểu bang Nam Dakota, Hoa Kỳ. Năm 2010, dân số của xã này là 131 người.